# District d'Ishikari

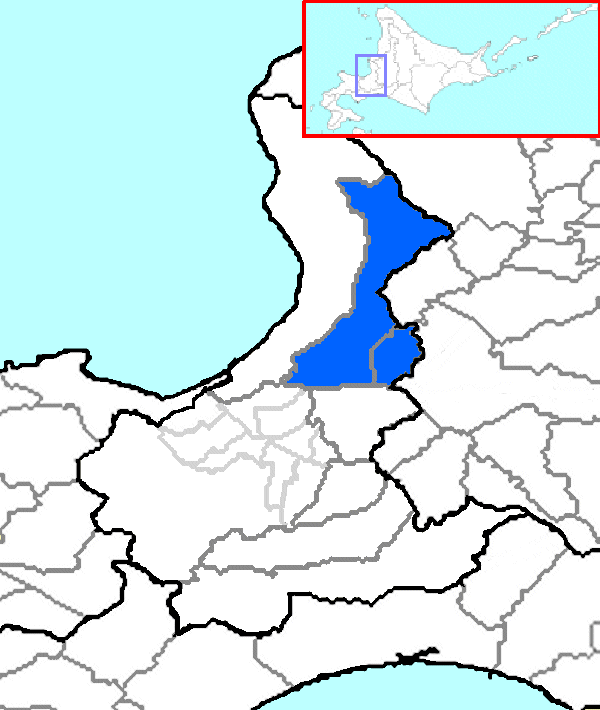
Emplacement du district d'Ishikari dans la sous-préfecture d'Ishikari.

Le district d'Ishikari (石狩郡, Ishikari-gun) est un district de la sous-préfecture d'Ishikari sur l'île de Hokkaidō au Japon.
En 2015, la population du district est estimée à 20 435 habitants pour une densité de 40,8 personnes par km². La superficie totale est de 500,9 km2.

## Communes du district
- Bourgs :
  - Tōbetsu
- Village :
  - Shinshinotsu